# Suzy Rêgo
Suzy Sheila Rêgo de Castro, coneguda com a Suzy Rêgo (Recife, 11 de març de 1967) és una actriu brasilera.

## A la televisió
- 2012. Amor Eterno Amor - Jaque
- 2011. Morde e Assopra - Duda Aguiar
- 2007. Paixões Proibidas - Antónia Valente
- 2005. Floribella - Malva Torres Bettencourt
- 2001. Amor e Ódio - Regina Villa Real
- 1999. Louca Paixão - Vera Soares
- 1998. Era uma vez... - Heloísa
- 1995. Sangue do Meu Sangue - Solange Deschamps
- 1994. A Viagem - Carmem
- 1991. Salomé - Berta
- 1990. Riacho Doce - Cristina
- 1990. Delegacia de Mulheres - Luli Saraiva
- 1989. Top Model - Carla
- 1989. O Salvador da Pátria - Alice